# 小行星1294

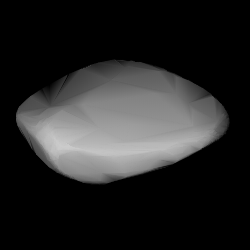
小行星1294

小行星1294（1294 Antwerpia）是一颗绕太阳运转的小行星，为主小行星带小行星。该小行星于1933年10月24日发现。
該小行星以比利時的城市安特衛普命名。

## 轨道参数
小行星1294的轨道半长轴为2.6901442 UA，离心率为0.233。